# Jože Basaj
Jože Basaj, slovenski pravnik, politik in gospodarski strokovnjak, * 5. oktober 1887, Suha pri Predosljah, † 3. junij 1973, Šentjakob v Rožu, Koroška.

## Življenje in delo
Jože Basaj je bil član vodstva slovenske protirevolucije. Iz prava je 1913 doktoriral na dunajski univerzi. Politično je deloval v okviru Slovenske ljudske stranke, bil predsednik Orla, od 1936 predsednik Narodnega odbora Katoliške akcije. Med obema svetovnima vojnama je bil ravnatelj Zadružne zveze v Ljubljani. Med vojno je bil ravnatelj Zadružne zveze in organizator zbiranja sredstev za delovanje protikomunistične milice. Postal je prvi predsednik Narodnega sveta za Slovenijo in se tik pred koncem vojne na zborovanju v Sokolskem domu na Taboru 3. maja 1945 v Ljubljani simbolično proglasil za predsednika Narodne vlade, nato pa se umaknil na avstrijsko Koroško.